# Théâtre des Nations (Moscou)
Pour les articles homonymes, voir Théâtre des Nations.
Le théâtre des Nations est un théâtre moscovite et une institution fédérale étatique culturelle de la fédération de Russie. Il est situé dans l'ancien bâtiment du théâtre Korch au no 3 du Petrovski pereulok (district administratif central). Son directeur artistique depuis 2006 est Evguéni Mironov, artiste du peuple de la fédération de Russie. Il n'y a pas de troupe permanente attachée à l'établissement comme c'est le cas dans de nombreux autres théâtres russes ; la salle de spectacle accueille les artistes qui se regroupent en vue d'une représentation ou d’un festival.

## Histoire
En 1885, à l'emplacement actuel du théâtre des Nations, est fondé le théâtre dramatique russe, plus connu sous le nom de théâtre Korch, qui devient en 1932 une filiale du théâtre d’art académique de Moscou Maxime Gorki,. Un nouveau théâtre, le théâtre de l'amitié des peuples, y ouvre ses portes en 1987. Conçu pour réunir l'espace théâtral de ce qui est encore l'Union soviétique, il était censé accueillir les troupes des autres républiques soviétiques, ainsi qu'organiser leurs tournées dans le pays. Il est renommé en 1991 le théâtre d’État des nations.
En 2009, une fouille archéologique dans le bâtiment du théâtre a mis au jour des pièces d'or datant du tsar Vassili Chouïski. 